# ایلزه جوانالکسنی
ایلزه جوانالکسنی (لتونیایی: Ilze Jaunalksne؛ زادهٔ ۱۹ نوامبر ۱۹۷۶) روزنامه‌نگار اهل لتونی است.
وی همچنین برندهٔ جوایزی همچون جایزه بین‌المللی زنان شجاع شده‌است.